# Peter Hall (Regisseur)
Sir Peter Reginald Frederick Hall, CBE (* 22. November 1930 in Bury St Edmunds, England; † 11. September 2017 in London) war ein britischer Theater-, Opern- und Filmregisseur.

## Leben und Wirken
Peter Hall wurde 1930 im englischen Bury St. Edmunds geboren und ging in Cambridge zur Schule. Hall lernte während seines Armeedienstes Russisch. Während seines Studiums an der University of Cambridge, an der er 1953 sein Examen machte, spielte und führte er Regie in mehreren Stücken. 1953 inszenierte er auch sein erstes Schauspiel an einer professionellen Bühne, dem Theatre Royal in Windsor.
Von 1954 bis 1955 war er am Oxford Playhouse und am Arts Theatre Club in London engagiert. Im August 1955 inszenierte er am Arts die englischsprachige Premiere von Warten auf Godot von Samuel Beckett. Von 1956 bis 1959 leitete er das Theater. In den Spielzeiten von 1956 bis 1960 war er auch am Royal Shakespeare Theatre in Stratford-upon-Avon. Seine Produktionen hier waren unter anderem Cymbeline mit Peggy Ashcroft; Coriolanus mit Laurence Olivier und Ein Sommernachtstraum mit Charles Laughton.
Hall wurde vor allem durch seine Arbeit mit der Royal Shakespeare Company bekannt, die er 1960 im Alter von 29 Jahren gründete. Er war ihr künstlerischer Leiter bis 1968. Danach war er von 1973 bis 1988 Intendant des Royal National Theatre und war 1973 in Maximilian Schells preisgekröntem Film Der Fußgänger in einer Nebenrolle zu sehen. 1974 spielte er die männliche Hauptrolle in der Eric-Malpass-Verfilmung Als Mutter streikte. In dieser Zeit zog er mit dem Ensemble in die neu erbauten Theater an der South Bank um. Außerdem war er Mitglied des Arts Council of Great Britain. Von beiden Positionen trat er aus Protest gegen die Kürzung der öffentlichen Förderung zurück. Nachdem er das National Theatre verlassen hatte, gründete er seine eigene Kompagnie, die Peter Hall Company, mit der er eine Serie von Stücken im Old Vic inszenierte.
Hall hat an vielen der führenden Opernhäuser inszeniert, darunter am Royal Opera House London, der Metropolitan Opera in New York City, in Bayreuth (eine Produktion von Wagners Der Ring des Nibelungen), an der Houston Grand Opera und in Genf.
Sein letztes Projekt war The Rose of Kingston in Kingston upon Thames, welches im Januar 2008 mit Tschechovs „Onkel Wanja“, einer Produktion, die Hall selbst inszenierte, eröffnet wurde. Hall trat jedoch direkt im Anschluss zugunsten von Stephen Unwin als künstlerischem Leiter zurück. Das Rose Theatre bezieht seine Inspiration von dem gleichnamigen Theater aus Shakespeares Zeiten, das ebenso wie das Globe Theatre zu den wichtigsten seiner Zeit gehörte.
1963 wurde er zum Commander of the British Empire (CBE) ernannt; 1977 wurde er als Sir geadelt für seine Verdienste um das Theater. 1999 erhielt er den Laurence Olivier Theatre Award. Er wurde 2000 zum Kanzler der Kingston University ernannt. 2006 verlieh ihm die University of Bath die Ehrendoktorwürde.
Hall war viermal verheiratet, unter anderem mit der Schauspielerin Leslie Caron und der Opernsängerin Maria Ewing. Mit Ewing bekam er die Tochter Rebecca Hall (* 1982), die als Schauspielerin arbeitet und mehrmals unter seiner Regie auftrat. Aus seiner 2. Ehe stammt der Regisseur Edward Hall (* 1967).
Hall starb im September 2017 im Alter von 86 Jahren im University College Hospital in London.

## Inszenierungen (Auswahl)
- Warten auf Godot von Samuel Beckett 1955, Arts Theatre Club
- Cymbeline von William Shakespeare 1957, Royal Shakespeare Theatre
- Coriolanus von William Shakespeare 1959, Royal Shakespeare Theatre
- Ein Sommernachtstraum von William Shakespeare 1962, RSC
- Der Krieg der Rosen (Wars of the Roses), Adaptation von Heinrich VI. Teil 1–3 und Richard III. von William Shakespeare 1963–1964, RSC
- The Homecoming von Harold Pinter 1965, RSC
- Moses und Aron von Arnold Schönberg 1965, The Royal Opera House in Covent Garden, London
- Die Zauberflöte von Mozart 1966, The Royal Opera House in Covent Garden, London
- Macbeth von William Shakespeare 1967, RSC
- Die Hochzeit des Figaro von Mozart 1973, Glyndebourne
- No Man’s Land von Harold Pinter 1975, Royal National Theatre London und in deutscher Sprache Niemandsland in Hamburg
- Der Kirschgarten von Anton Tschechow 1978, Royal National Theatre London
- Fidelio von Beethoven 1979, Glyndebourne
- Amadeus von Peter Shaffer 1979, Royal National Theatre London
- Der Ring des Nibelungen von Richard Wagner 1983, Bayreuth
- Antonius und Cleopatra von William Shakespeare 1987, Royal National Theatre London
- Ein idealer Gatte von Oscar Wilde 1992, Peter Hall Company im Gielgud Theatre London
- Die Zauberflöte von Mozart 1992, Los Angeles Opera
- Die Möwe von Anton Pawlowitsch Tschechow 1997, Peter Hall Company im Old Vic London

## Publikationen (Auswahl)
- 1970: The Wars of the Roses (mit John Barton)
- 1993: Making an Exhibition of Myself (Autobiografie) ISBN 1-84002-115-2
- 1990: The Wild Duck (Übersetzung von Ibsen mit Inga-Stina Ewbank)
- 1999: The Necessary Theatre
- 2000: The Masterbuilder (Übersetzung von Ibsen mit Inga-Stina Ewbank)

## Filme (Auswahl)
- 1966: Anruf für einen Toten (The Deadly Affair) (Theaterszenen)
- 1968: A Midsummer Night’s Dream
- 1969: 2 durch 3 geht nicht (Three Into Two Won’t Go)
- 1973: Der Fußgänger (Schauspieler)
- 1974: Als Mutter streikte (Schauspieler)
- 1975: Der letzte Schrei (Schauspieler)
- 1989: Die unwürdige Frau (She's Been Away)
- 1994: Die Bibel – Jakob (Jacob) (Fernsehfilm)

## Auszeichnungen
- 1963: Commander of the British Empire (CBE)
- 1967: Tony Award für Beste Regie The Homecoming
- 1977: Ernennung zum Sir
- 1981: London Evening Standard Theatre Award für Beste Regie Die Orestie
- 1987: London Evening Standard Theatre Award für Beste Regie Antonius und Cleopatra
- 1990: London Critics’ Circle Theatre Award für Beste Regie The Wild Duck (Die Wildente)
- 1999: Laurence Olivier Theatre Award Spezialpreis für den herausragenden Beitrag zur britischen Kunst